# Big Time (2017)
Big Time ist ein dänischer Langzeitdokumentarfilm des dänischen Dokumentarfilmers und Regisseurs Kaspar Astrup Schröder aus dem Jahr 2017. Er porträtiert darin den dänischen Architekten Bjarke Ingels.

## Handlung

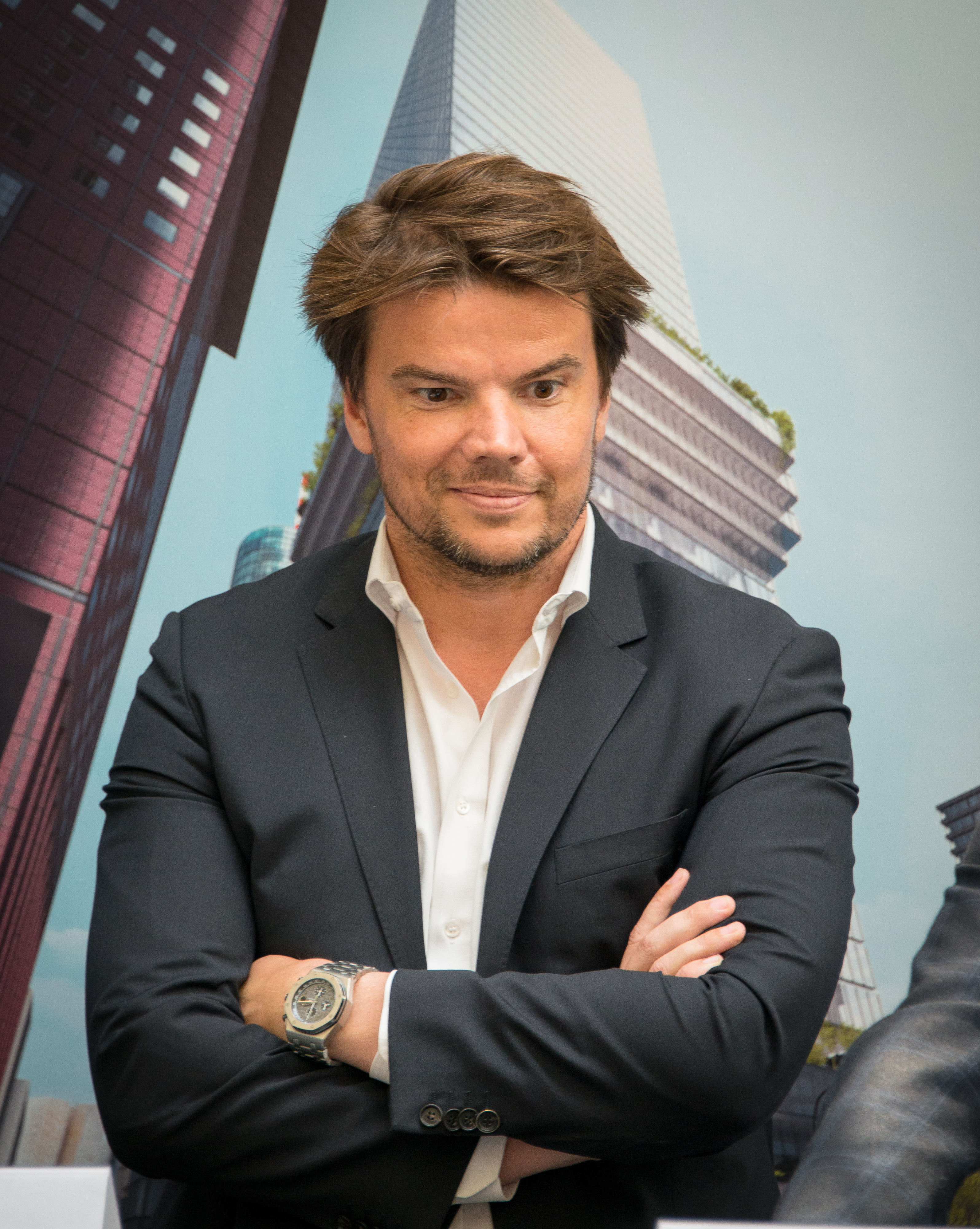
Bjarke Ingels (2015)

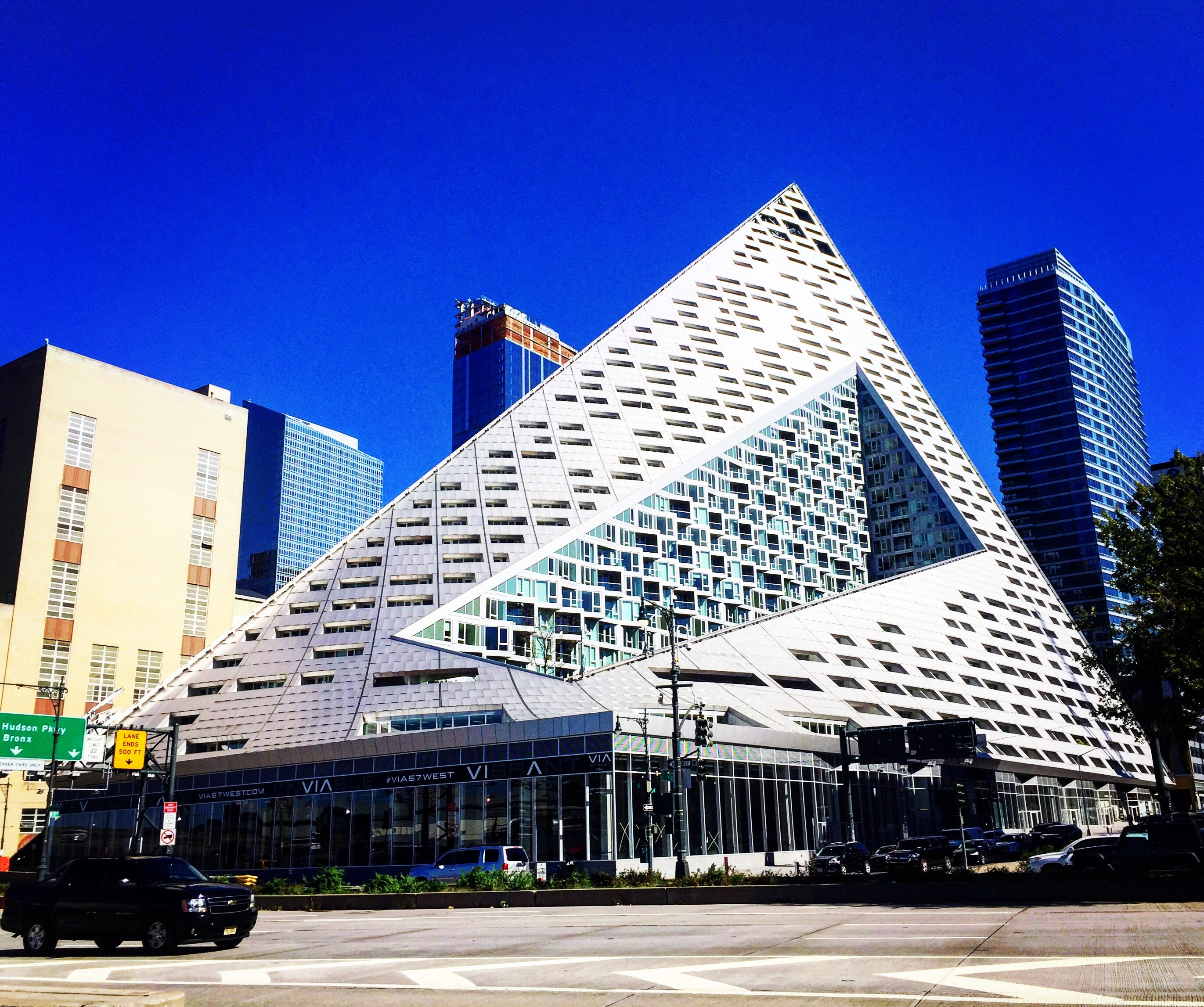
VIA 57 West in Manhattan

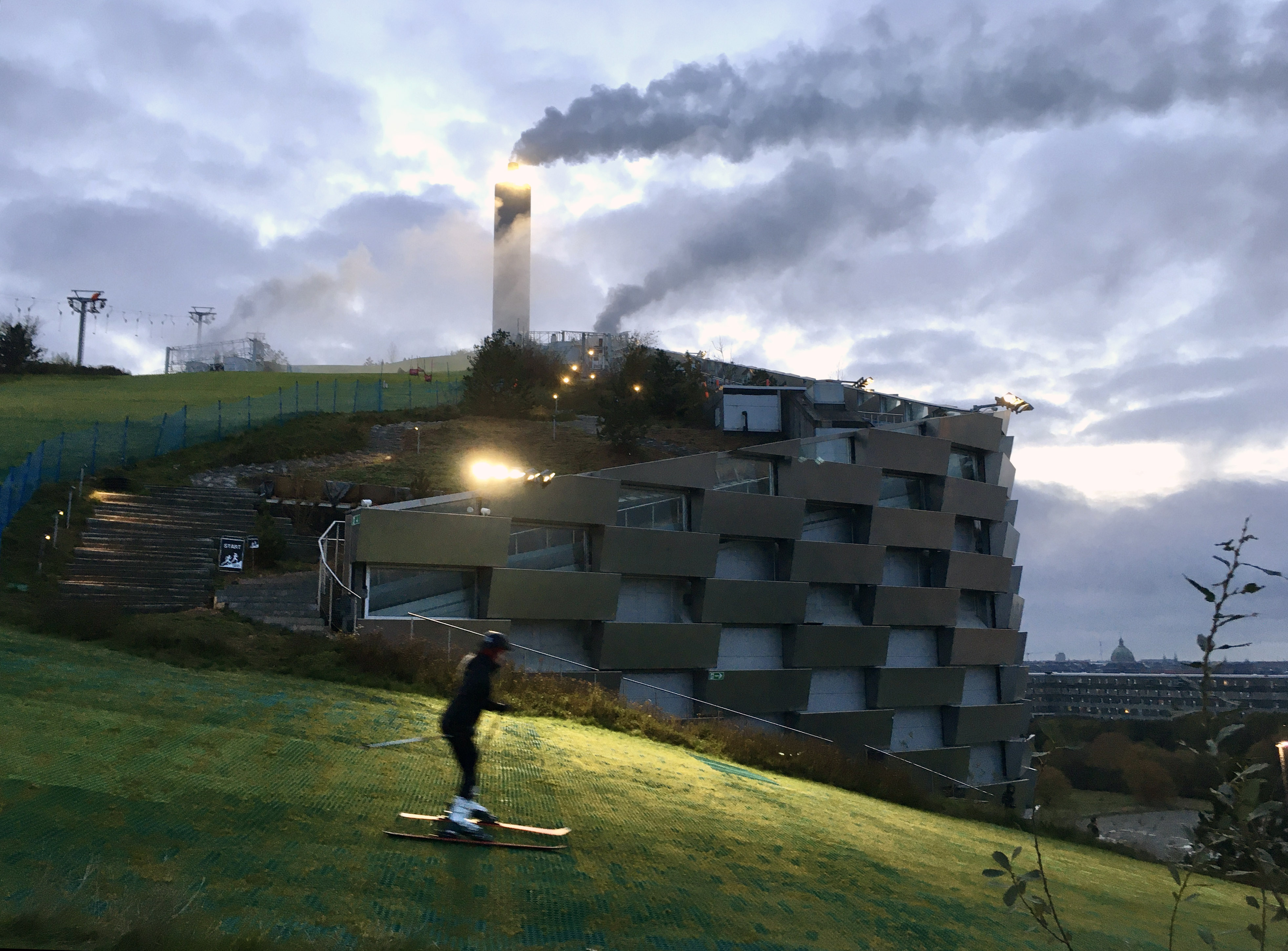
Die künstliche Skipiste auf dem Müllheizkraftwerk (November 2019)

Kaspar Astrup Schröder begleitete Bjarke Ingels fünf Jahre lang im Alltag und bei der Arbeit. Ingels wuchs in einem 60er-Jahre-Bungalow mit Flachdach auf einem Seegrundstrück auf, auf das Ingels als Kind kletterte, berichtet er bei einem Besuch in seinem Elternhaus. Womöglich stamme seine Liebe für begehbare Rasendächer seiner Bauten aus seiner Kindheit.
Die Bühne des Stararchitekten sind die Vorstandsetagen der Bauherren, seine Mitarbeiter lieben ihn. Man sieht ihn mit Prominenten, wie bei Begegnungen mit dem dänischen Königspaar.
Gezeigt werden die Planungen für Copenhill (Amager Slope) in Kopenhagen, wo auf dem Dach eines Müllheizkraftwerks eine Skipiste entstehen soll. Der Schornstein stößt Rauch aus, nach Ingels Vorstellungen soll er Rauchkringel ausstoßen, was technisch nicht leicht umsetzbar ist. Ingels Büro stellt sich damit eine Aufgabe, die wie in anderen Fällen vom Auftraggeber nicht gefordert wird.
In New York baut er eine Dependance seines Büros Bjarke Ingels Group (BIG) auf. Dort entwirft er das Wohnhaus VIA 57 West in Manhattan. Er wird mit der Umplanung und dem Bau des Two World Trade Centers beauftragt. Seine Tätigkeit in den USA hat Folgen für seinen Bürohauptsitz in Kopenhagen: Dort stellen seine Mitarbeiter fest, dass durch die Abwesenheit des Chefs die Aufträge in Dänemark weniger werden.
Ein wiederkehrendes Motiv ist ein animierter Gehirnscan. Er symbolisiert einerseits die Kreativität des Architekten, andererseits die Sorgen, die er sich wegen seiner Kopfschmerzen über seine Gesundheit macht. Ingels sinniert über berühmte Architekten, die früh starben und stellt fest, dass jedes Gebäude, an dem er arbeitet, das letzte sein könnte.

## Produktion und Festivalaufführungen
Der Film entstand mit Unterstützung von Det Danske Filminstitut. Produziert wurde er von Sonntag Pictures ApS. Big Time hatte seine Uraufführung am 3. Mai 2017 in Dänemark. Im Premierenjahr wurde er bei mehreren Filmfestivals gezeigt, darunter in Mailand, bei den Nordischen Filmtagen, in New York, Amsterdam und Teheran. In Deutschland kam der Film am 8. Februar 2018 in die Kinos.

## Rezeption
Marietta Schwarz, die den Film für das Kulturmagazin Kompressor von Deutschlandfunk Kultur sah, hatte zeitweilig den Eindruck eines Imagefilms, den Bjarke Ingels in Auftrag gegeben haben könnte. Eine Entwicklung werde im letzten Drittel herausgearbeitet, als sich Ingels über seinen Gesundheitszustand sorgt. Sie stellte fest, dass Ingels auch an seinem Nachruhm, an seinem Bild für die Nachwelt, arbeite. Fasziniert war sie, dass sich Ingels etwas Kindliches bewahrt habe: „Man staunt so gerne mit ihm.“
Brigitte Werneburg nannte den Film in der Tageszeitung einen „Starschnitt“. Relevanter wäre für sie ein Film gewesen, der „vom ‚Two World Trade Center‘ ausgehend die komplexen Besitzverhältnisse und die Streite um die Baufinanzierung, um Höhen und Geschossflächen am Ground Zero beleuchtete“.
In der Hannoverschen Allgemeinen Zeitung schrieb Matthias Halbig, Kaspar Astrup Schröder habe ein allzu hochglänzendes Porträt abgeliefert, ein Filmgebäude, silbern und kühl. Es besitze auch eine dramatische Spitze, „als Ingels’ Arbeit von einer Krankheit torpediert zu werden scheint“.
„Spannend erzählt“ urteilte Ulrich Sonnenschein bei epd film. Schröder suche weniger die Intimität mit seinem Protagonisten, er sei „vielmehr an seinen Gebäuden interessiert“.